# Jin Yunpeng
Jin Yunpeng (ur. 1877 w prowincji Szantung, zm. 1951) – chiński polityk i wojskowy, generał w latach 1919–1921 dwukrotnie premier rządu Republiki Chińskiej oraz minister wojny.

## Życiorys
Urodził się w 1877 roku w prowincji Szantung. Od wczesnej młodości przygotowywany był do kariery wojskowego, studiował w Akademii Wojskowej. 
W 1910 został gubernatorem prowincji Chekiang (obecnie prowincja Zhejiang), zaś w 1913 i w latach 1915–1916  był gubernatorem rodzinnej prownicji Szantug. W 1915 otrzymał tytuł książęcy, zaś w 1916 został wojskowym doradcą prezydenta Republiki Chińskiej. W listopadzie 1917 został wysłany z misją do Japonii.
11 grudnia 1919 zastąpił  Duana Zhigui na stanowisku ministra armii. 24 września 1919 objął urząd premiera Republiki Chińskiej, zastępując na stanowisku Gong Xinzhana. Początkowo był premierem tymczasowym, a urząd pełnił przez osiem miesięcy do 14 maja 1920. Jego następcą na stanowisku premiera został Sa Zhenbing, zaś nowym ministrem armii został tymczasowo Luo Kaibang. Po trzech miesiącach, 9 sierpnia, zmienił Sa Zhenbinga na stanowisku premiera, zaś dwa dni później objął ponownie funkcję ministra armii, który pełnił do 14 maja 1921, a zastąpił go Cai Chengxun. Funkcję premiera tymczasowo pełnił zaś do 18 grudnia 1921. Następnym premierem Republiki Chińskiej został Yan Huiqing.
Jin Yunpeng zmarł w 1951 roku.